# Secretaria Municipal da Juventude de Campo Grande (Mato Grosso do Sul)

20° 27' N 54° 37' E
Secretaria Executiva da Juventude de Campo Grande (SEJUV), anteriormente conhecida como Secretaria Municipal da Juventude, é órgão da Administração da Prefeitura de Campo Grande, cuja missão é desenvolver políticas públicas destinadas à população jovem da cidade. Reestruturada em 2025 para se adequar ao modelo de "Secretarias Executivas" do município, ampliou seu papel de coordenação das ações de inclusão social, formação profissional, educação financeira e participação cívica entre os jovens campo-grandenses.
A Secretaria Municipal buscava promover a inclusão social, o desenvolvimento pessoal e profissional, a participação cívica e a conscientização dos jovens campo-grandenses. Atualmente, a secretário da juventude é Paulo Cesar Lands Filho, que assumiu o cargo em 1 de janeiro de 2025.
Ainda Secretaria Municipal, enfrentou um momento de tensão devido ao anúncio de seu fechamento. Manifestantes se reuniram em frente à SEJUV para expressar seu descontentamento e pedir um diálogo com a Prefeitura de Campo Grande. Eles consideram o fechamento da secretaria um retrocesso, especialmente para os jovens das periferias que dependem das políticas públicas oferecidas pela SEJUV.

## Serviços e programas
A SEJUV oferece uma variedade de serviços e programas para os jovens, incluindo:
- Cursos gratuitos: A secretaria disponibiliza cursos gratuitos em diversas áreas, como Auxiliar Administrativo, Fotografia[5] como Fonte de Renda, Automaquiagem, Higiene e Manipulação de Alimentos, Branding e Marketing Pessoal, e Marketing Digital – Vendas.[6][7][8][9][10][11][12]
- Educação Financeira: Em parceria com instituições educacionais, a SEJUV oferece cursos de Educação Financeira, focando em Finanças Pessoais.
- Inscrições online: As inscrições para os cursos podem ser realizadas online, facilitando o acesso dos jovens aos recursos educacionais oferecidos.[13][14]

## Instituto Gerando Líderes
O Instituto Gerando Líderes foi fundado no final de 2023 pelo empresário especialista em gestão e atendimento ao cliente, Sanger Santos e pelo então secretario municipal da juventude e atual vereador Maicon Nogueira, com o objetivo de capacitar jovens para o mercado de trabalho e desenvolver habilidades de liderança. A organização se destaca por ser dirigida pelos próprios jovens, promovendo uma gestão participativa e inovadora.
Desde sua criação, o Instituto tem se dedicado a oferecer mentorias e programas de capacitação. Em abril de 2024, a diretoria-fundadora foi empossada, e desde então, o Instituto tem realizado diversas iniciativas voltadas para o desenvolvimento juvenil. Um dos marcos importantes foi a parceria com a empresa HIPED, onde as turmas I e II receberam mentorias especializadas.
O Instituto é um grupo de jovens líderes, inspiradores e com o propósito de servir pessoas. Eles adotam o hábito de fazer mais do que o combinado, sempre buscando excelência em suas ações. O lema "Águia voa com águia" reflete a filosofia de que líderes fortes se unem para alcançar grandes objetivos.

### Programa Levanta Juventude
Entre os dias 1 e 5 de julho, o Instituto Gerando Líderes, com o apoio da Secretaria da Juventude (Sejuv), realiza o programa ‘Levanta Juventude’ em Campo Grande. Este programa é voltado para a capacitação de jovens para o mercado de trabalho e espera reunir 300 participantes, que receberão um certificado de 20 horas ao final do evento.
O ‘Levanta Juventude’ oferece cinco dias de imersão, com atividades focadas em:
- Liderança e Inovação
- Marketing Pessoal
- Dicção e Oratória
- Empreendedorismo
- Educação Financeira
- Inteligência Emocional

Além das palestras e workshops, o evento contará com apresentações de dança urbana, shows de bandas de rock, e um balcão de emprego e estágio direcionado para jovens do Ensino Médio.
Desde 2017, o Levanta Juventude (então comandado pelo SEJUV) já atendeu mais de 20 mil jovens, proporcionando oportunidades de crescimento pessoal e profissional.

## Localização
A sede da SEJUV está localizada em Campo Grande, e os cursos são oferecidos tanto na sede quanto em outros locais da cidade, como parques tecnológicos (ParkTec) e instituições de ensino parceiras (Estácio de Sá, Insted e Uniderp). 

## Impacto
A atuação da SEJUV é de grande importância para a comunidade local, pois proporciona aos jovens oportunidades de capacitação e desenvolvimento, preparando-os para o mercado de trabalho e incentivando o empreendedorismo. Além disso, a secretaria desempenha um papel vital na formação de cidadãos conscientes e ativos na sociedade.

## Lista de secretários
| Nome                    | Período                                                       | Notas |
| ----------------------- | ------------------------------------------------------------- | --- |
| Maicon Nogueira         | 1 de janeiro de 2017 até abril de 2019.                       | Subsecretário de políticas para a Juventude. |
| Laura Miranda           | Abril de 2019 até novembro de 2022.                           | Assumiu a então, Subsecretaria de Políticas para a Juventude. Sob sua liderança, a pasta foi elevada ao status de Secretaria Municipal da Juventude (SEJUV). Conduziu a criação do primeiro Plano Municipal da Juventude de Campo Grande e implantou o primeiro Centro de Referência no Atendimento à Juventude. |
| Maicon Nogueira         | Abril de 2023 a abril de 2024.                                | Deu continuidade aos projetos da Sejuv até candidatar-se a vereador |
| Michele Ferreira        | 5 de abril de 2024 — 1 de janeiro de 2025 (7 meses e 16 dias) | Assumiu após a saída de Maicon Nogueira para se candidatar nas eleições municipais de 2024. |
| Paulo Cesar Lands Filho | 1 de janeiro de 2025 — presente (7 meses e 16 dias)           | Assumiu na gestão Adriane Lopes 2025-2028 |